# Oh, Those Eyes
Oh, Those Eyes è un cortometraggio muto del 1912 diretto da Mack Sennett.

## Trama
Il lampo luminoso degli occhi di Gladys ammalia i rappresentanti del sesso maschile, siano essi persone incontrate sui docks della Big Apple - dove donne anche avvenenti si ritrovano abbandonate dai loro compagni gettati all'inseguimento della bella meteora - che nei suoi più reconditi recessi, uffici polverosi della city, come quello in cui lavorano, alle dipendenze del padre di Gladys, i due impiegati José e Henrico. La situazione è talmente fuori controllo che l'austero poliziotto di quartiere deve disperdere gli assembramenti davanti alla finestra di Gladys, salvo poi rimanere a sua volta incantato dall'apparizione della femme fatale.
Al biglietto inviato da José a Gladys, che le propone un abboccamento, la donna risponde: ok, se papà è d'accordo. Ma salta fuori che anche Henrico ha mandato un analogo biglietto a Gladys, e la risposta è la stessa. E papà non è propriamente d'accordo. Avendo letto i biglietti, ed ottenuta la collaborazione dei due dipendenti, decide di dare una lezione alla figlia eccessivamente sbarazzina: José e Henrico avrebbero dovuto incontrare nello stesso tempo Gladys al parco, e avrebbero dovuto duellare per lei, e, muniti di revolver caricati a salve, avrebbero dovuto fingere di morire entrambi. Questa sarebbe stata una buona lezione per Gladys. E tutta la messa in scena puntualmente si verifica.
Gladys, dopo il finto duello, davanti ai due finti cadaveri, fugge, apparentemente inorridita e pentita. Suo padre, insieme a José ed Henrico, la raggiungono, per verificare il pentimento della ragazza. Ma Gladys ha intanto fatto amicizia, grazie ai suoi begli occhi, nientedimeno che con un orso, alla vista del quale i tre uomini fuggono in preda al panico.

## Produzione
Il film fu prodotto dalla Biograph Company.
Il film (contrassegnato dal n° 28 nella filmografia del sito Mabel Normand, dedicato alla diva) è una delle pellicole superstiti (che constano di circa metà della sua produzione attestata) in cui è coinvolta, come attrice, regista o produttrice, Mabel Normand.

## Distribuzione
Distribuito dalla General Film Company, il film - un cortometraggio di 154 metri - uscì nelle sale cinematografiche USA il 1º aprile 1912. Nelle proiezioni, veniva programmato con il sistema dello split reel, accorpato in un'unica bobina con un altro cortometraggio prodotto dalla Biograph, la commedia Those Hicksville Boys.
Copie della pellicola si trovano, fra l'altro, presso la Biblioteca del Congresso (USA), il MoMA di New York, e gli archivi del British Film Institute.
Edizione in DVD: "Mack Sennett Bioghraphs Vol 1" a cura della Traditions Alive (2011).